# اگلسباخ
اگلسباخ (به آلمانی: Egelsbach) یک شهر در آلمان است که در افنباخ واقع شده‌است.

## خصوصیات
اگلسباخ ۹٬۶۷۱ نفر جمعیت دارد.